# Ferrari 812 Superfast
La Ferrari 812 Superfast est une voiture de sport grand tourisme produite par le constructeur automobile italien Ferrari à partir de 2017. Elle succède à la Ferrari F12 berlinetta.

## Présentation
La Ferrari 812 Superfast est la Ferrari à moteur avant la plus puissante avec son moteur de 12-cylindres développant 800 chevaux. Il s'agit d'un moteur atmosphérique de 6,5 litres. Elle reprend les feux arrière de la GTC4 Lusso, un modèle plus « familial » chez Ferrari. La 812 est une propulsion comme la F12, le modèle précédent. Le 0 à 100 km/h est abattu en moins de 3 secondes (2,9 ) et le 0 à 200 km/h en 7,9 secondes, avec une vitesse maximale de 340 km/h.
Avec ses performances, la 812 entend concurrencer les meilleurs modèles du moment dans la catégorie « grand tourisme » et même des supercars. Son profil aérodynamique est amélioré, mais sans l'aérobridge de la F12 (les deux ouvertures sur les côtés du capot). Pour la comparer à sa concurrente l'Aventador S, sa puissance est plus élevée de 60 chevaux et son couple de 28 N m , son poids inférieur de 100 kg, et elle est équipée d'une boîte à double embrayage contre une boîte à simple embrayage pour l'Aventador S. Les performances des deux voitures sont très proches, avec 2,9 secondes pour la 812 et 2,8 secondes au 0 à 100 km/h pour l'Aventador S ; et concernant la vitesse de pointe, 350 km/h pour la Aventador S et 340 km/h pour la 812.
La 812 Superfast reprend le nom d'un modèle de 1964 : la Ferrari 500 Superfast.
La 812 Superfast s'appelle « 812 », car c'est le résultat du rapport cylindrée/puissance : 6 496/800 = 8,12 cm3/ch.

### 812 GTS

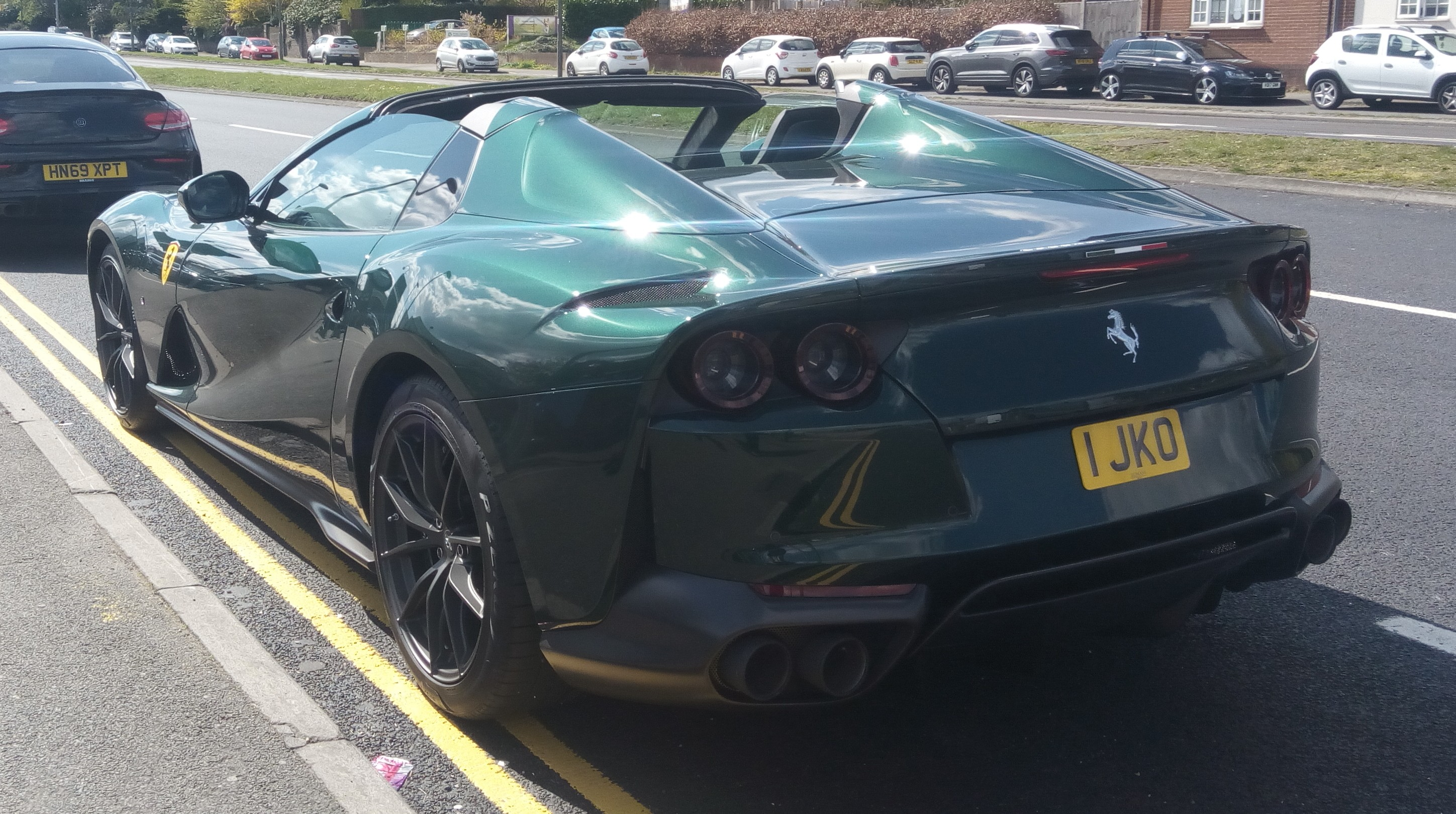
Une 812 GTS vue au Royaume-Uni.

En septembre 2019, Ferrari présente la 812 GTS, version cabriolet de la 812 Superfast dotée d'un toit rigide escamotable.

## Caractéristiques techniques

### Motorisation

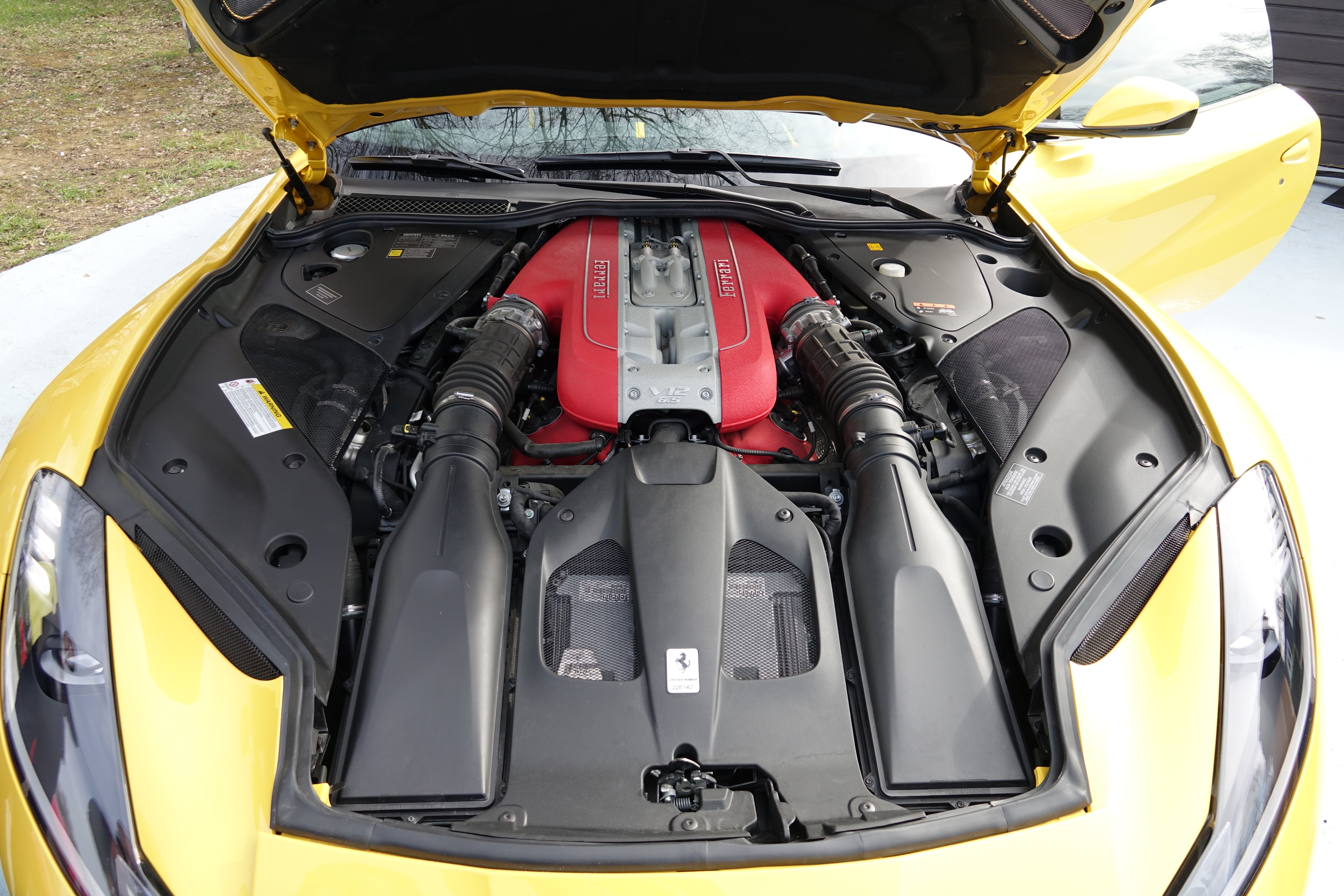
Moteur V12 800 ch.

La Ferrari 812 Superfast est dotée d'un moteur V12 développant 800 ch placé à l'avant. La cylindrée est plus volumineuse que celle de la F12, passant de 6,3 à 6,5 L.
|                        | 6.5 800                                   |
| Moteur                 | V12                                       |
| Alimentation           | Atmosphérique                             |
| Cylindrée              | 6 496 cm3                                 |
| Puissance maximale     | 800 (588 kW) à 8 500 tr/min               |
| Couple maximal         | 718 N m à 7 000 tr/min                    |
| Norme environnementale | Euro 6                                    |
| Transmission           | Propulsion                                |
| Boite de vitesses      | Automatique double embrayage à 7 rapports |
| Vitesse maximale       | 342 km/h                                  |
| 0-100 km/h             | 2,9 s                                     |
| Consommation           | 14,9 L/100 km)                            |
| Émissions de CO2       | 345 g/km                                  |
| Capacité du réservoir  | 92 L                                      |
| Masse à vide           | 1 705 kg                                  |

## Design

### Extérieur
La Ferrari 812 Superfast s'inspire du design de l'ancienne F12 Berlinetta (par sa forme et ses entrées d'air) et de l'aérodynamisme de la 365 GTB4, les feux avant de la 812 sont légèrement différents de ceux de la F12 , pour les feux arrière ils sont repris de la GTC4 Lusso et il n'y a plus le feux antibrouillard de la F12, lui-même inspiré de la Formule 1.

Ferrari 812 Superfast - Extérieur
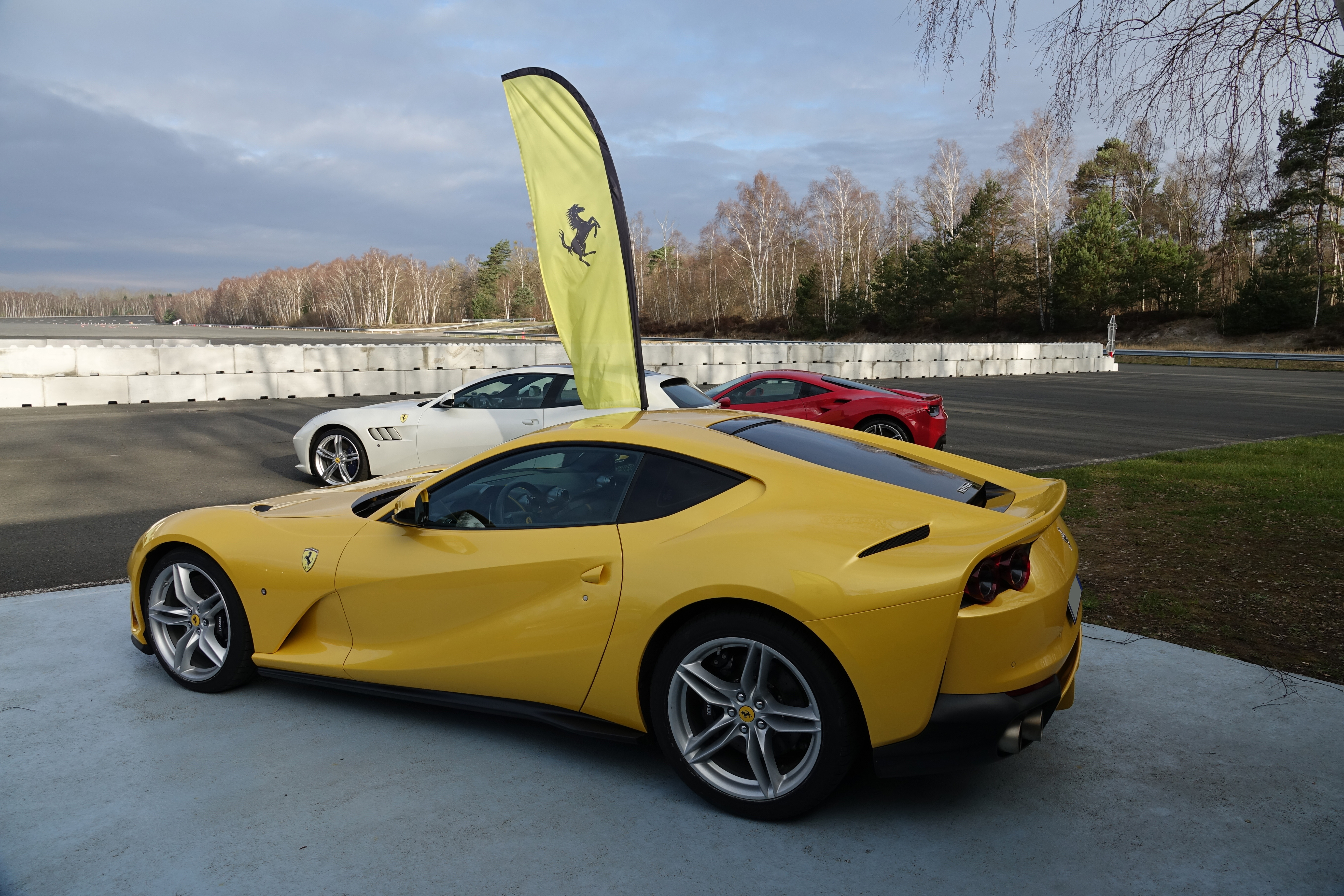
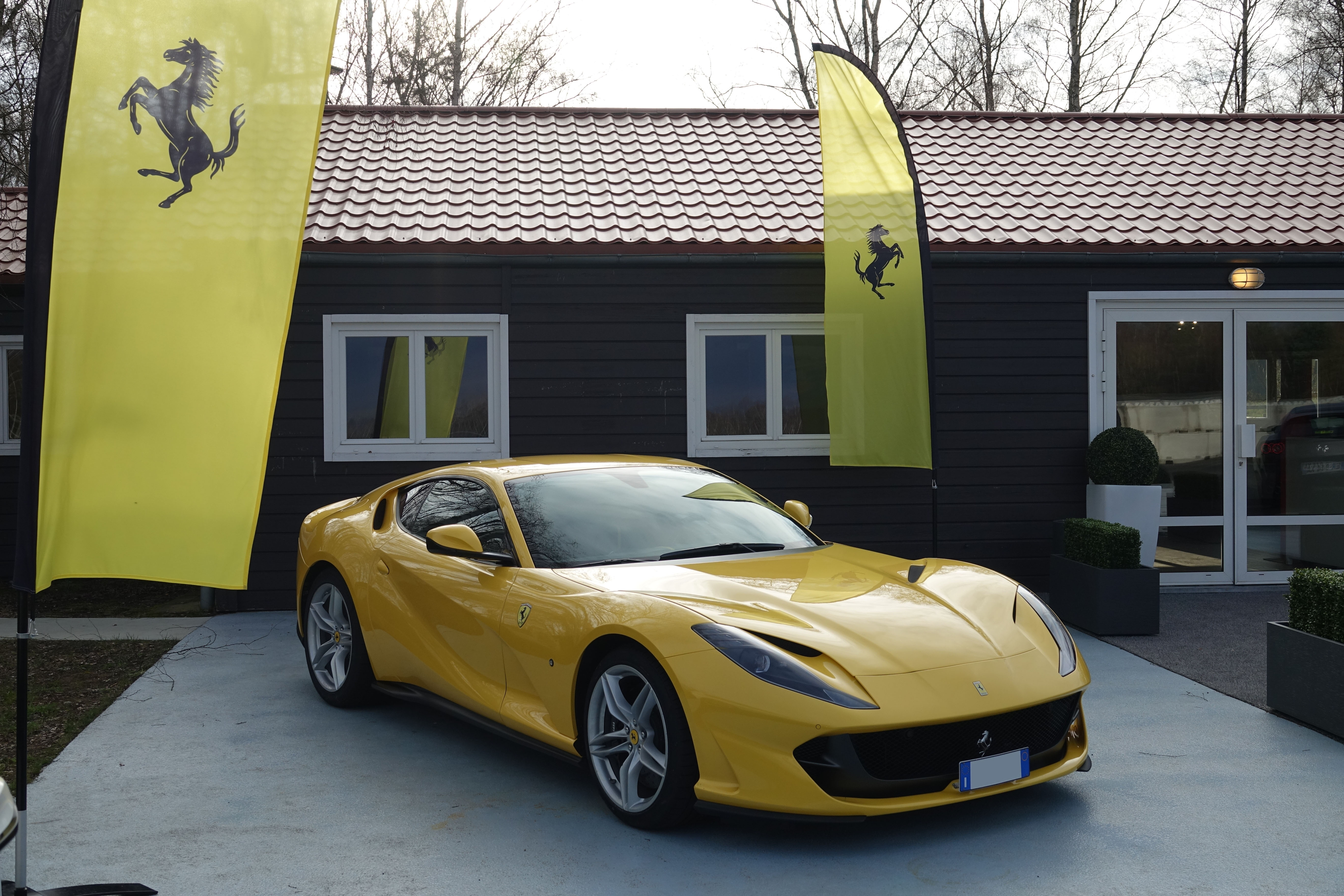
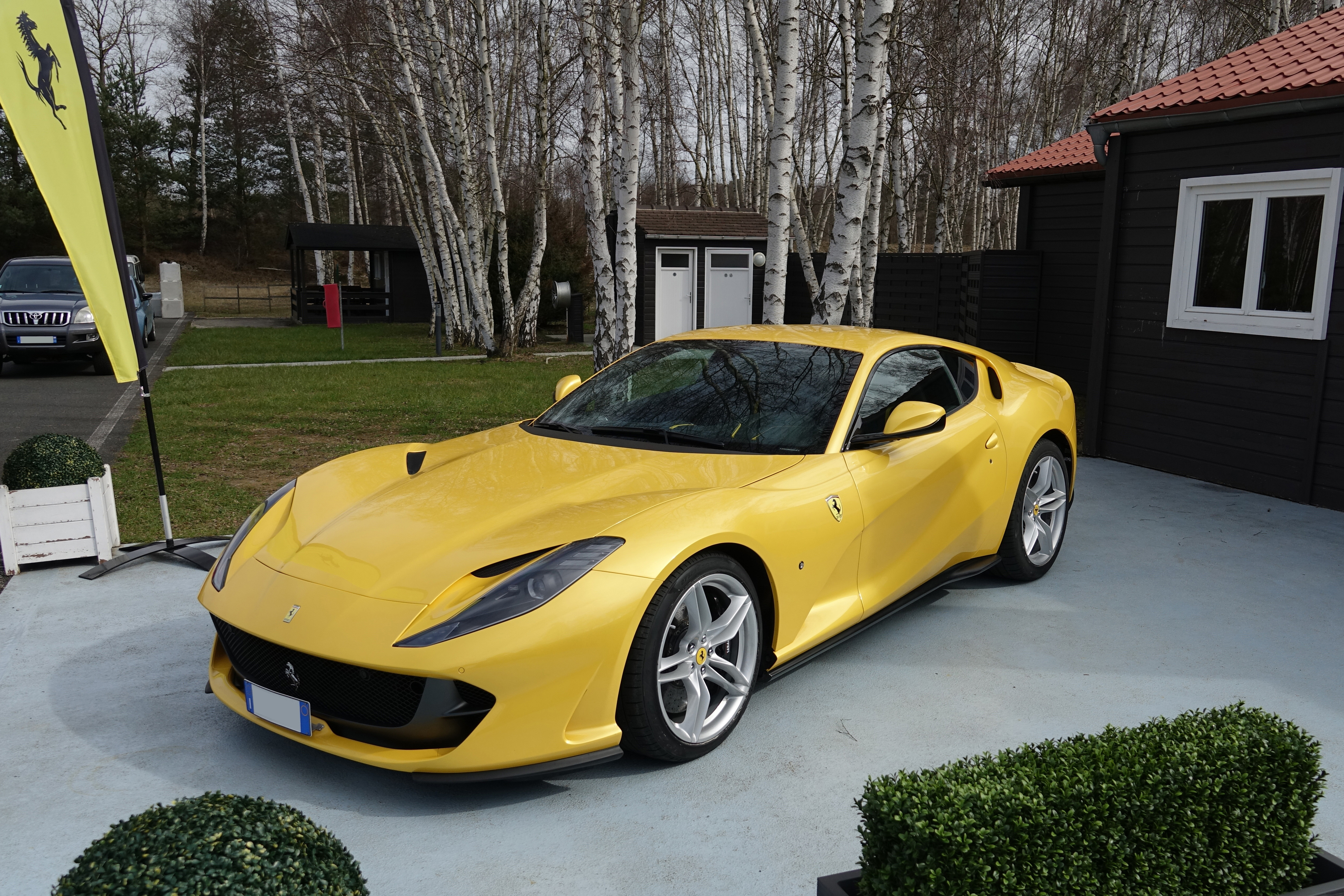

### Intérieur
Le volant de la 812 Superfast a été repris de celui de la GTC4 Lusso, le modèle familial du moment de la marque au cheval cabré . Le volant obtient maintenant des touches d'appel , pour la taille , le volant est plus petit et plus large que celui de la F12 et F12 TDF.

Ferrari 812 Superfast - Intérieur
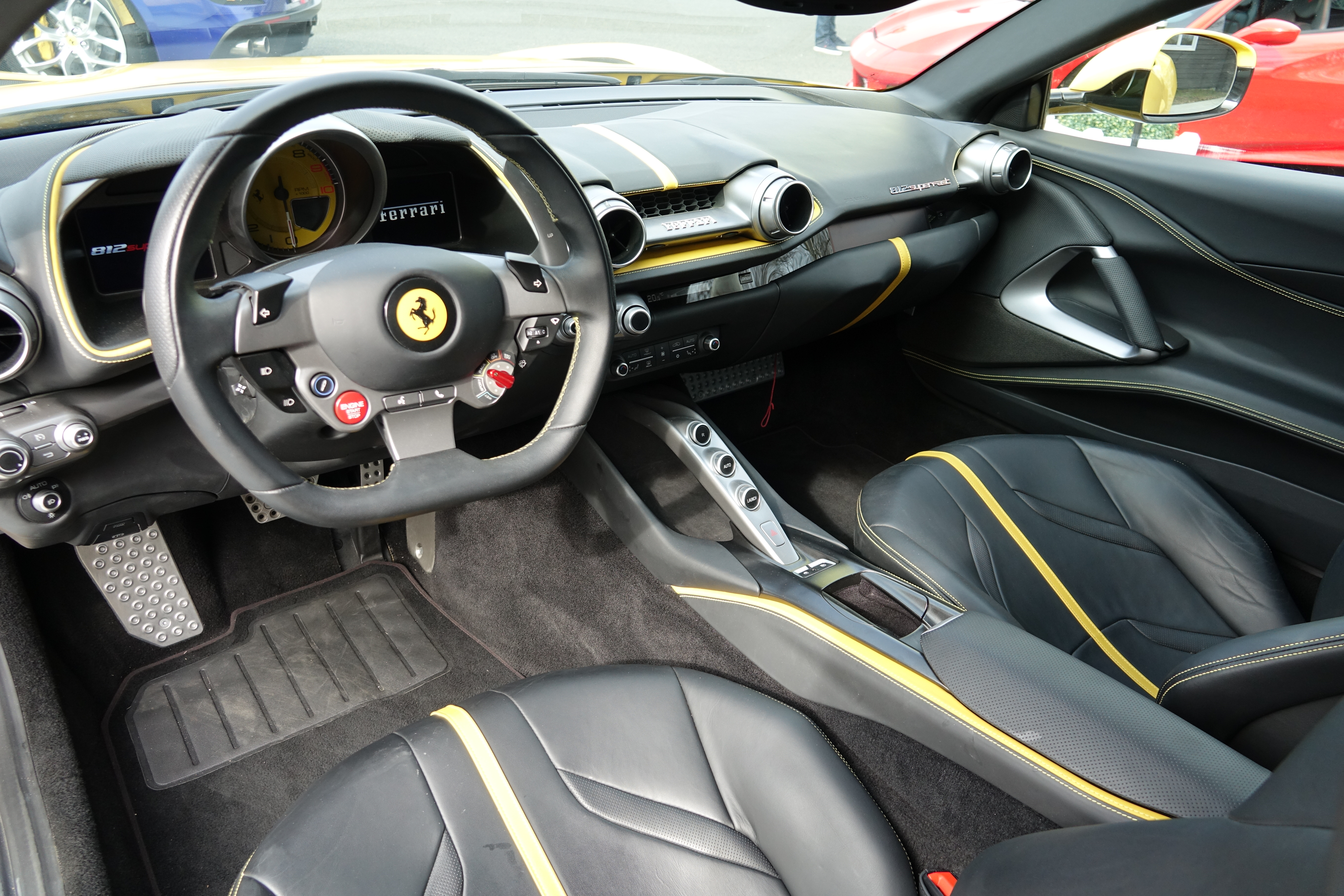
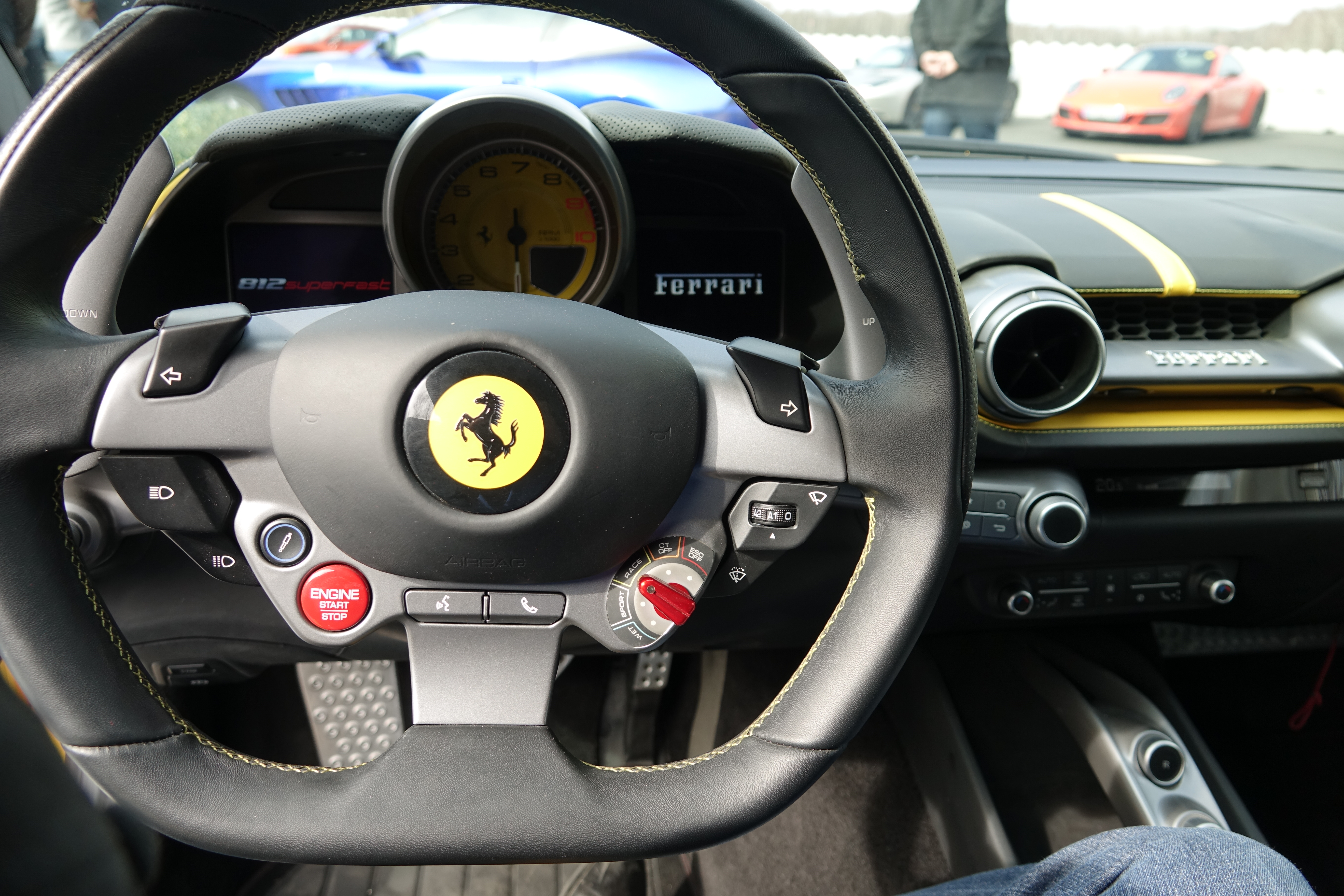
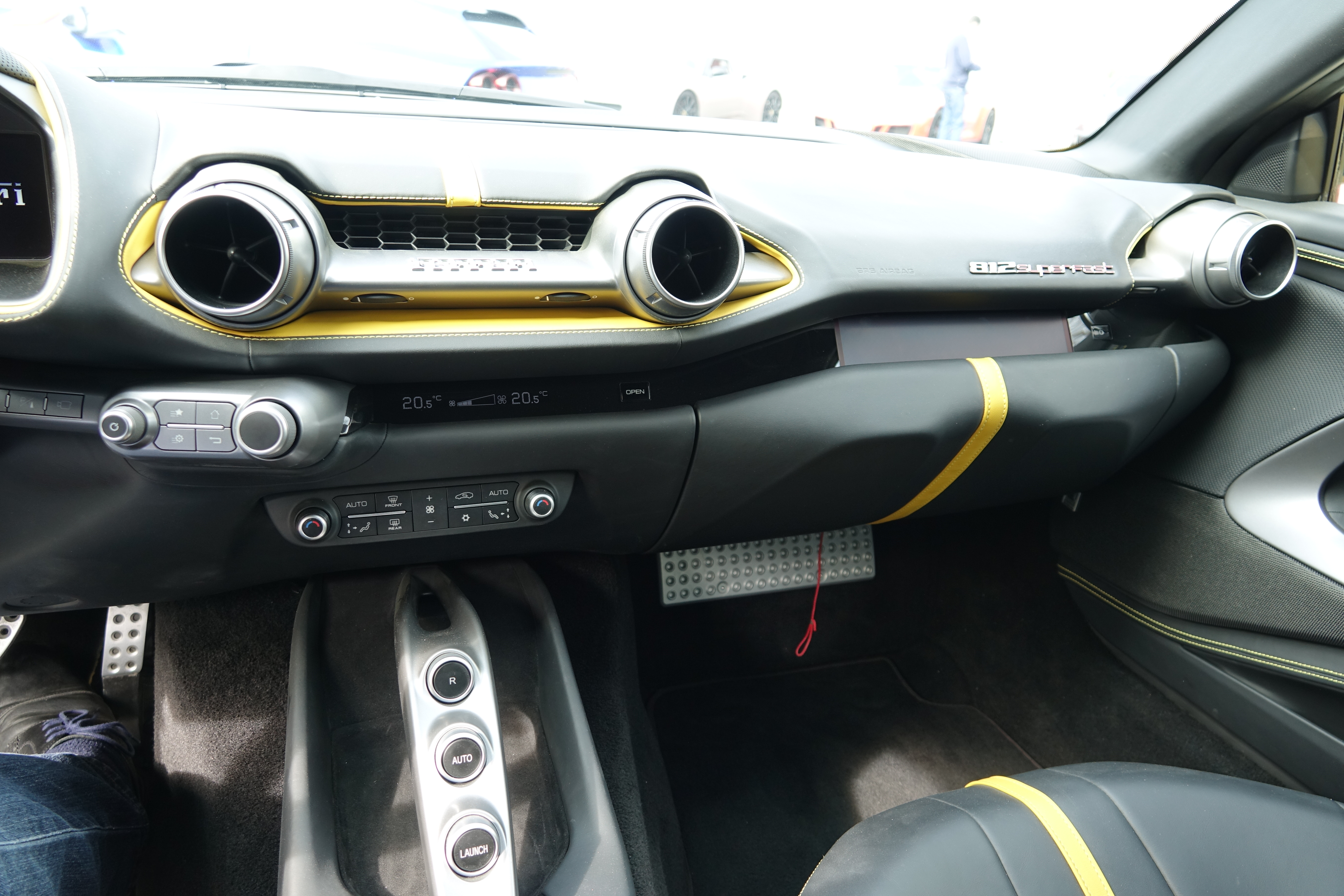
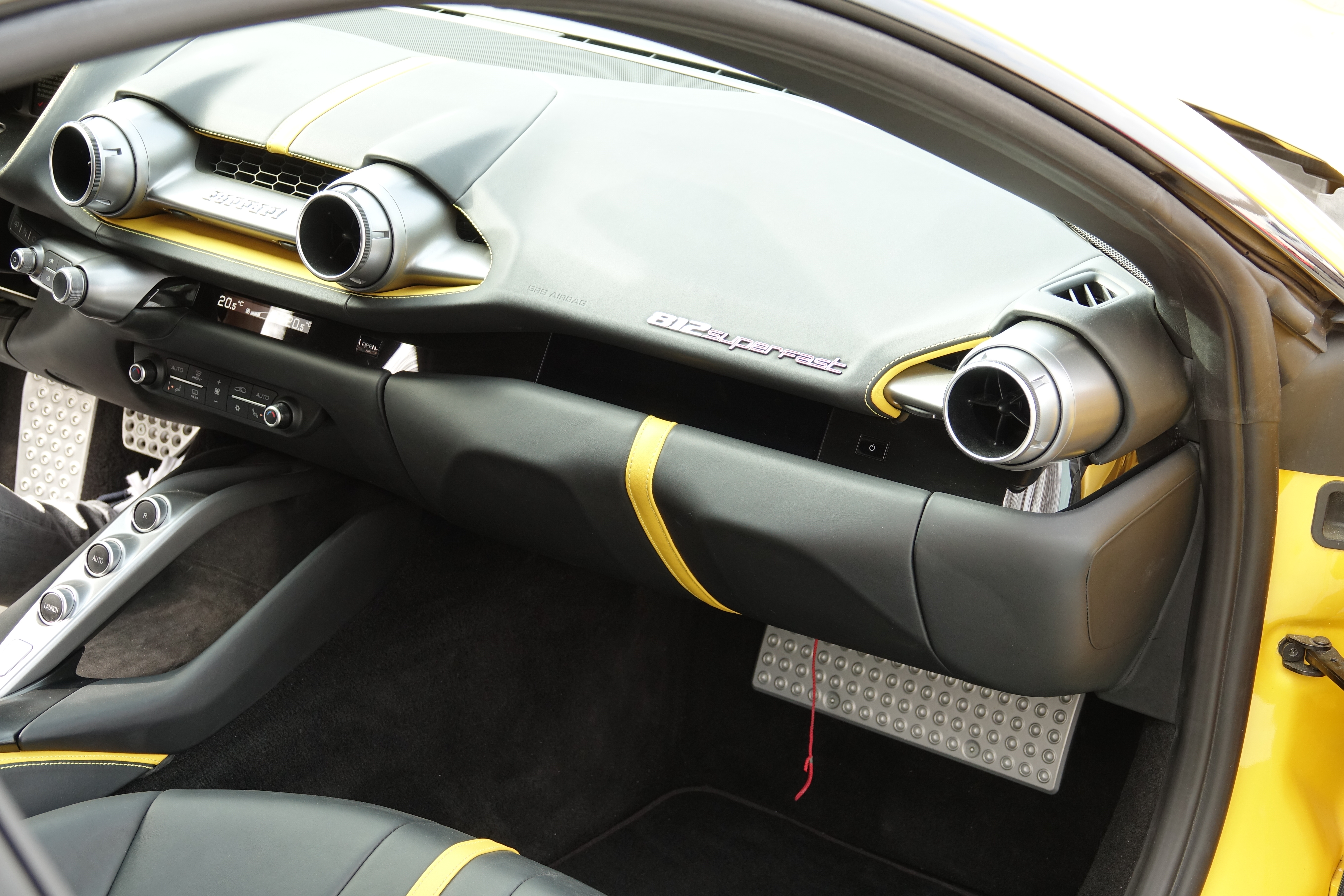

## Séries spéciales

### 812 Competizione

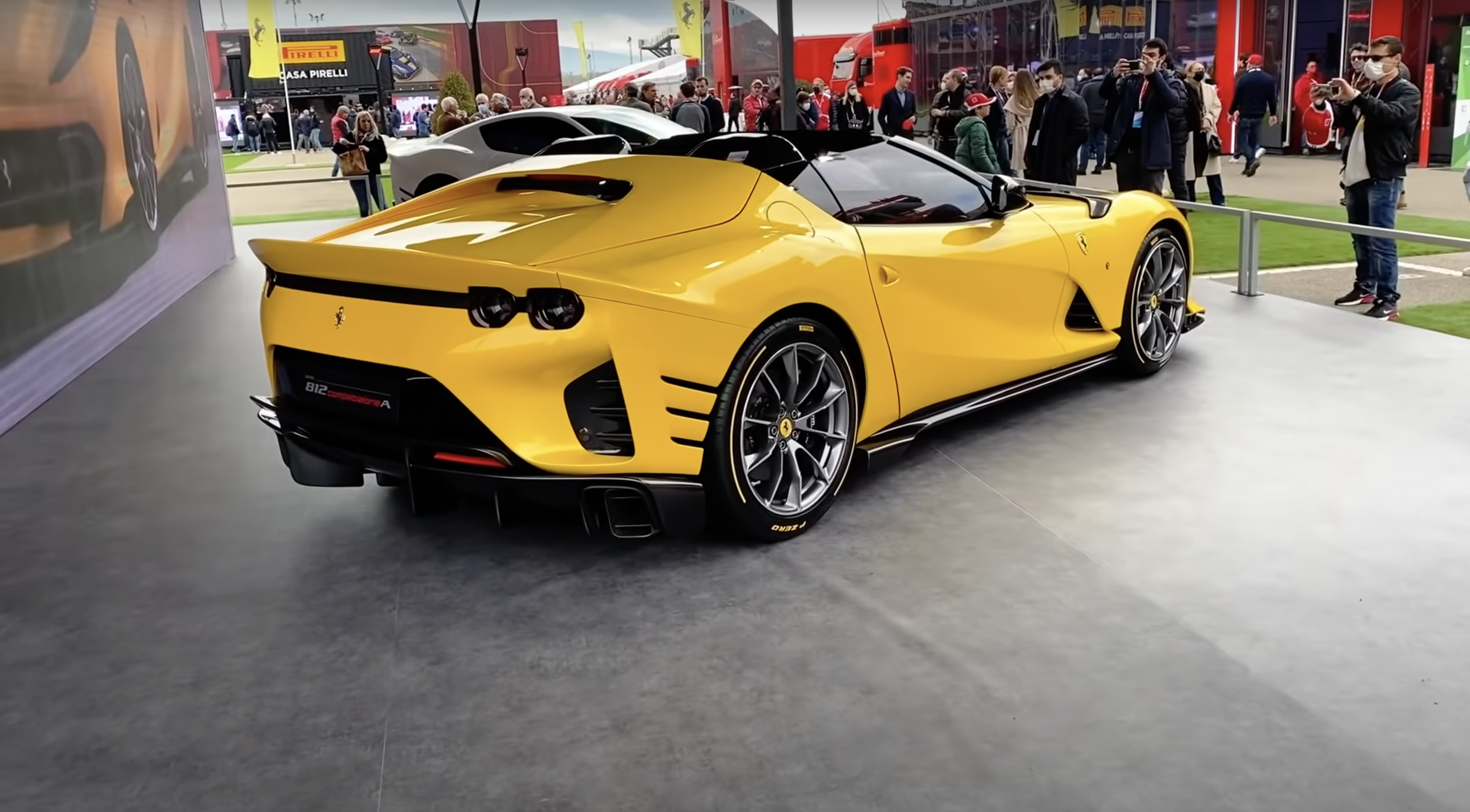
La 812 Competizione A aux côtés du coupé.

Les versions coupé 812 Competizione et cabriolet 812 Competizione A (« A » pour Aperta -  ouverte) sont présentées le 5 mai 2021.
Le coupé est une série limitée à 999 exemplaires produite début 2022, et la Competizione A est limitée à 599 exemplaires produits fin 2022.
La 812 Competizione, comme la version Aperta, est dotée du V12 atmosphérique de la 812 Superfast dont la puissance est poussée à 830 ch à 9 250 tours par minute et 692 N m de couple grâce à de nouvelles bielles en titane, un vilebrequin allégé et des arbres à cames revêtus de carbone.
Le design des 812 Competizione est profondément revu, le coupé est doté de nouveaux extracteurs de capot, la vitre arrière est remplacée par un panneau en aluminium. Quant à la 812 Competizione A, elle reçoit un panneau amovible en carbone pouvant se ranger dans le coffre, à la place du toit électrique de la 812 GTS. La Ferrari 812 semble être dérivée de la célèbre Ferrari Daytona et la Ferrari Competizione, plus innovante, est certainement une confirmation d'une hypercar avec un design de muscle car.

### Omologata
Le 25 septembre 2020, le département spécial « One-Off » de la marque présente la Ferrari Omologata, un exemplaire unique basé sur la Ferrari 812 Superfast pour un client privilégié.